# Na cvičišti
Na cvičišti je přírodní památka severovýchodně od Mikulova v okrese Břeclav v Jihomoravském kraji. Předmětem ochrany jsou společenstva vzácných druhů rostlin a živočichů vázaných na mozaiku nelesních biotopů, zejména suché trávníky a raná sukcesní stádia, doplněná fragmentárními porosty dřevin.

## Historie
Území bylo od padesátých let 20. století využíváno jako vojenský prostor zvaný Cvičiště B. V důsledku vojenské činnosti vznikla cenná mozaika stanovišť s ranými sukcesními stádii  poskytující prostor mnoha vzácným druhům. Po ukončení vojenského využití byla lokalita vyhlášena jako zvláště chráněné území a zařazena také do soustavy Natura 2000.

## Flóra
Území je tvořeno mozaikou širokolistých suchých trávníků, stepních lad a ruderální vegetace s vysokou druhovou bohatostí. Mezi dominantní traviny patří například válečka prapořitá (Brachypodium pinnatum) či srha laločnatá (Dactylis glomerata). K dalším zajímavým druhům například hlaváček jarní (Adonis vernalis), kavyl Ivanův (Stipa pennata), lněnka Dollinerova (Thesium dollineri) a oman mečolistý (Inula ensifolia). Na území bylo zaznamenáno více než 300 druhů rostlin.

## Fauna
Na lokalitě bylo zjištěno 66 druhů denních motýlů, přičemž více než třetina z nich je chráněna. Mezi významné druhy patří např. modrásek hořcový (Polyommatus daphnis) a soumračník metlicový (Thymelicus sylvestris). Vyskytuje se zde také řada saproxylických druhů hmyzu, např. krasec Anthaxia podolica a krajník pižmový (Calosoma sycophanta). Z ptáků se zde nacházejí strnad luční (Emberiza calandra) nebo pěnice vlašská (Sylvia nisoria), kteří zde pravidelně hnízdí a jsou vázáni na mozaiku otevřených a křovinatých biotopů. Významná je také přítomnost bourovce trnkového (Eriogaster catax) a majek (např. Meloe decorus).